# Josef Manger
Josef Manger, né le 26 mai 1913 à Bamberg et mort le 13 mars 1991 à Tutzing, est un haltérophile allemand.

## Palmarès

### Jeux olympiques
- 1936 à Berlin
  -  Médaille d'or en moins de 105 kg [1]

### Championnats du monde
- 1937 à Paris
  -  Médaille d'or en plus de 82,5 kg
- 1938 à Vienne
  -  Médaille d'or en plus de 82,5 kg

### Championnats d'Europe
- 1934 à Gênes
  -  Médaille d'argent en plus de 82,5 kg
- 1935 à Paris
  -  Médaille d'or en plus de 82,5 kg